# Odontophora angustilamoides
Odontophora angustilamoides är en rundmaskart som beskrevs av Benjamin G. Chitwood 1951. Odontophora angustilamoides ingår i släktet Odontophora och familjen Axonolaimidae. Inga underarter finns listade i Catalogue of Life.